# Тарасовка (Ярмолинецкий район)
Тарасовка (укр. Тарасівка) — село в Ярмолинецком районе Хмельницкой области Украины.
Население по переписи 2001 года составляло 329 человек. Почтовый индекс — 32102. Телефонный код — 3853. Занимает площадь 1,83 км². Код КОАТУУ — 6825888601.

## Местный совет
32162, Хмельницкая обл., Ярмолинецкий р-н, с. Тарасовка